# 노지마 신지
노지마 신지(野島伸司, 1963년 3월 4일 ~ )는 일본의 텔레비전 드라마, 영화 각본가이다.

## 내력
니가타현 가시와자키시에서 태어났으며, 우라와 시립 고등학교를 거쳐 주오 대학 법학부를 중퇴하고 미국으로 건너가 홈스테이 하며 캘리포니아 대학교 로스앤젤레스에 다녔다.
일본으로 돌아온 후 음식점, 공사현장, 통조림 공장 등에서 아르바이트를 했다. 각본가 데뷔 직전에는 NHK 위성방송의 음악 프로그램 FD 아르바이트를 했다.
1987년 10월 각본을 공부하기 위해, 시나리오 스쿨 ‘도쿄 야마테 YMCA’의 시나리오 강좌 9기 연수과에 입학했다. 강사 중 한명인 당시 일선에서 활약하던 각본가 반 가즈히코에게 가르침을 받았다.
1988년 5월, 《때로는 엄마 없는 아이처럼》으로 제2회 후지 TV 영 시나리오 대상에서 대상을 수상하며 데뷔했다. 《네가 거짓말을 했다》 (1988년, 후지 TV)로 연속 드라마 각본가로 데뷔했으며, 이후 후지 TV 명물 드라마 프로듀서 오타 도루와 함께 트렌디 드라마 각본을 써나간다.
1993년 《고교교사》 (TBS)에서는 황금 시간대 드라마이면서도 남자 교사와 여고생의 사랑, 근친상간이라는 무거운 주제를 다뤘다. 1994년 기획·원안으로 참가한 《집 없는 아이》 (NTV)에서는, “동정할 거라면 돈을 줘!”라는 대사가 유행어가 됐다.

## 작품

### 각본
- 《네가 거짓말을 했다》 (1988)
- 《서로 사랑하고있나!》 (1989)
- 《멋진 짝사랑》 (1990)
- 《101번째 프러포즈》 (1991)
- 《사랑이라는 이름으로》 (1992)
- 《고교교사》 (1993)
- 《한지붕 아래》 (1993)
- 《이 세상의 끝》 (1994)
- 《인간 실격: 내가 만약 죽는다면》 (1994)
- 《미성년》 (1994)
- 《한지붕 아래2》 (1997)
- 《성자의 행진》 (1998)
- 《세기말의 시》 (1998)
- 《립스틱》 (1999년)
- 《아름다운 사람》 (1999)
- 《스트로베리 온더 쇼트케이크》 (2001)
- 《골든볼》 (2002)
- 《고교교사 2》 (2003)
- 《프라이드》 (2004)
- 《너무 귀여워》 (2005)
- 《장미가 없는 꽃집》 (2008)
- 《러브 셔플》 (2009)
- 《GOLD》 (2010)
- 《이상의 아들》 (2012)
- 《49》 (2013)
- 《플라토닉》 (2014)
- 《오빠, 가챠》 (2015)
- 《OUR HOUSE》 (2016)

### 기획
- 《집 없는 아이》 (1994년)
- 《집 없는 아이 2》 (1995년)
- 《푸드 파이트》 (2000년)
- 《강아지 왈츠》 (2004년)

### 원안
- 《신 별의 금화》 (2001)

### 작사
- SMAP 〈라이온 하트〉 (らいおんハート, 2000년)
- alan 〈아시타에노산카〉(明日への讃歌, 2007년)
- 스노우 프린스 합창단 〈스노우 프린스〉 (2009년)
- Hey! Say! JUMP 〈SUPER DELICATE〉 (2012년)
- 야마시타 토모히사 〈ERO -2012 version-〉 (2012년)
- SMAP 〈엔젤 하트〉 (エンジェルはーと, 2000년)
- Sexy Zone 〈A MY GIRL FRIEND〉 (2013년)